# Kasteel van Sazená
Het kasteel van Sazená (Tsjechisch: Zámek Sazená) is een kasteel in de Tsjechische plaats Sazená in het district Kladno. Het kasteel dateert uit het begin van de 17e eeuw, maar tijdens de Dertigjarige Oorlog raakte het beschadigd en werd het eigendom van de kerk, die het herbouwde. Het kasteel is sinds 2014 een beschermd cultureel monument.

## Geschiedenis
Het dorp werd in 1548 gekocht door landheer Florián Gryspek. Deze heer voegde Sazená bij zijn landgoed Nelahozeves, dat hij sinds 1544 aan het bouwen was. Tijdens het bewind van de Gryspeks, in 1606, werd het kasteel voltooid. Uiteindelijk gaf Blažej Gryspek het als bruidsschat aan zijn vrouw Ofka van Bubna. Van Bubna behield het zelfs na de Boheemse Opstand, terwijl de rest van Gryspeks landgoed werd geconfisqueerd. Ze bezat Sazená samen met haar dochter Veronika, maar na verloop van tijd moesten ze het landgoed verkopen wegens opgelopen schulden en omdat het tijdens de Dertigjarige Oorlog beschadigd raakte.
Daarna behoorde het kasteel toe aan het klooster van Doksany, die het herbouwde. Ergens in de 18e eeuw werd een verdieping van de oostvleugel afgebroken.  In 1782 werd het klooster in Doksany opgeheven door keizer Jozef II. Daarop werd het dorp verkocht aan Ferdinand Kinští en diens familie, die het samenvoegde met Zlonice. De nieuwe eigenaars lieten de uitgebreide kunstcollecties die zich in Sazená bevonden overbrengen naar het kasteel van Budenice. Vervolgens werd het kasteel van Sazená alleen nog gebruikt voor de administratie van het landgoed. Aan het einde van de 18e eeuw woonde astronoom Antonín Strnad in het kasteel.
Na de oprichting van Tsjecho-Slowakije kwam het kasteel in handen van de gemeente. In 1941 stortte een deel van de zuidvleugel van het kasteel in en een jaar later brandde de oostvleugel af. De gemeente herbouwde de vleugels en liet het kasteel in 1947-1948 aanpassen voor gebruik door het Lokaal Nationaal Comité en voor cultureel gebruik. In een ander deel van het kasteel was een kindertehuis gevestigd. In 2005 was het kasteel in gebruik als gemeentekantoor, café, een kapperszaak en kindertehuis.

## Bouwvorm
Het kasteel heeft een L-vormige plattegrond. De gevels zijn eenvoudig van opzet, maar waren aan het begin van de 20e eeuw nog versierd met geschriften en figuratieve sgraffiti. De zuidvleugel bestaat uit één verdieping; de westkant uit twee. De kasteelingang is voorzien van een renaissanceportaal. De bovenzijde van het portaal is versierd met een rustieke fries en daarboven bevindt zich een fronton.
Vanuit de hal leiden dubbele trappen naar de bovenverdieping. De begane grond van het gebouw bevat in sommige ruimten nog de oorspronkelijke gewelven, verschillende stenen portalen en deuren met barokke versiering. Het hogere deel van de vleugel, dat werd gebruikt voor huisvesting van bedienden en administratie van het landgoed, heeft een eigen ingang op de begane grond. De grote zaal op de eerste verdieping van de zuidvleugel heeft nog het oorspronkelijke balkenplafond uit de tweede helft van de zeventiende eeuw.
Het park voor het kasteel is een aangepaste versie van de oorspronkelijke tuin uit de vroege zeventiende eeuw.